# 豪放ライラック
『豪放ライラック』（ごうほうライラック）は桑田乃梨子の漫画作品である。『コミックガム』（ワニブックス）に2003年10月号より2007年3月号まで連載していた。単行本は全6巻（ワニブックス）。4巻にはドラマCDの付いた限定版もある。

## 作品概要
題名は「豪放磊落（ごうほうらいらく）」と「Go For!（それいけ）ライラック」をもじったものである。ライラックはモクセイ科の花（単行本1巻の表紙で少女たちが持っているアジサイ状の花）の名前であるがフランス語発音で「リラ」で、これが主人公の名前となっている。主人公の性格は豪放磊落である。
ライラックは家に持ち込むと不吉とされているが、主人公自身は外だろうがどこであろうが嵐が起きるので不吉以上の問題である。
ラブコメディをベースとした漫画のはずであるが、まともな男女の恋愛は描かれず、むしろ少女同士の「じゃれあい」のドタバタを物語の進行の基本としている。レスビアン的要素は女子高モノの定番的要素として盛り込まれているが、少女の友情物語としての性格が強い。少女の個性が強く描き分けられ、作中でも言及されているように少女それぞれの役割分担がはっきりしている。男女の恋愛の要素もあるが、すべて未遂・お笑い・喧嘩のレベルで終わっており「友達以上」どころか「知り合い以上」の域にも達せぬまま物語は進行していく（一部例外あり）。
先生がまるで登場しないのもこの物語の特徴（一度だけ出た）。

## あらすじ
高岡りらは小さいころから兄に甘やかされて育ってきた重度のブラコンである（兄もかなりのシスコンである）。そんな兄からある日突然結婚すると聞かされ、ショックのあまり兄を殴って髪を切り、私立ライラック女子学園高等学校（通称：ライ女）に入学し、寮生活を送ることになった。ところが、入寮直前に道で迷っていると、兄とそっくりな声の少年と出会い頭にぶつかってしまう。その少年は近くの男子校花海棠（はなかいどう）高校の生徒の2年生佐倉央司と言い、今後彼女と何回も出会い頭にぶつかり、けんかするという因縁の出会いであった。初めての出会いは、りらが央司をノックアウトしてしまう。
寮では同室の小野楓、隣室の梁瀬蔦、中崎くるみの3人と仲良くなることが出来寮生活が始まったが、りらはお兄ちゃんまかせの甘えっ子（「暴れ馬」とも呼ばれる）なので、一人では日常生活も満足にできない。同室の小野楓は面倒見が良い（というより、面倒を見ないと禁断症状がでる。これは彼女の弟の柊が超シスコンで甘えん坊だったからである）ので、りらは「おはようからおやすみまで」楓に面倒をみてもらうことになる。
このままではいけないと、自分をかえるために入ったのが家庭科部だったが、ここでもやることなすことメチャクチャで、部長の石蕗はノイローゼ寸前になる。そんな石蕗に片思いするのは花海棠の家庭科部長をしている是枝直志、その是枝にりらが片思いをしてしまい話がややこしくなる。そしてりらは努力のすえ振られてしまい、是枝の片思いと石蕗の迷惑が残る。
りら達も進学していく。新入生の葉山菜生を無理やり家庭科部へ引き込み先輩ぶろうとした作戦も大失敗。新しい恋は訪れない。そんな日々でも佐倉央司との喧嘩は毎日のようにするのだった。

## 主要登場人物

### 主人公グループ
高岡りら（たかおか りら）
本作の主人公。寮生、211号室。
背格好・スタイルは標準的らしく、本人も自分の体格について悩んでいる様子はない。髪は高校入学時セミロングからショートカットにしてしまった。焦点の合わない若干狂気を感じさせる渦巻きのような巨大な黒目をしている。
精神年齢が低く、甘えっ子でドジっ娘で、やることなすこと失敗ばかり。感情で物事を判断し、思いついたまま本能のおもむくままに行動し、「暴れ馬」と呼ばれている。思考能力が弱いのですぐ人の意見に左右される付和雷同型。意思は弱いが、思い込んだら闇雲に突き進む猪突猛進型でもある。甘えん坊なので、すぐ他人に頼るが、他人の良心につけこんで、雰囲気で他人を追い込み、自分の意思を通す技を持っており、必殺技として「捨てられそうな犬オーラ」を出す奥の手もある。そのすべてが無自覚に行われており、幼児がそのまま大きくなったようなもの。
ありとあらゆる罵詈雑言を友人・知人から言われる。「りらにまかせて大丈夫なことなんてこの世にはひとつもないよ」「りらちょろすぎ」「りら一点集中あなだらけだから」「だれにでも左右されて」「人の迷惑かえりみずやりたい放題の暴れ馬りらちゃん」「この小学生」「マジ凶悪」「言うだけ番長」「りらちゃん　わかってなさすぎ」「厄介なものを育てたわね高岡（兄）……」「マジで高2ですか」等。しかし、本人はまるで気にしていない。
家庭科部に中途入部するが、そこでも迷惑のかけまくり。部長の石蕗は本来優しく穏やかな人格者だったが、彼女に引っ掻き回されかなりささくれ立った性格になってしまう。りらの作った食べ物は一口で人間を病人にするほどの破壊力を持つ。文化祭では、当然出品させてもらえなかった。それでも、りらはやる気十分で次期部長の座を狙っていた。
りら自身の恋愛は花海棠（はなかいどう）の是枝に振られてからまるで話題にのらず、もっぱら友人の楓、先輩の石蕗などの恋物語で盛り上がっており、ひたすら佐倉央司と喧嘩を繰り返す日々。しかし、あまり央司との接触が多いのでりらと央司は出来ていると周りに噂されるに至る。りらの央司への呼び名も「バカ央司」に定着しつつある。喧嘩相手から意識し合う仲へ進むのかはっきりしない（単行本5巻時点）。
小野楓（おの かえで）
寮生、りらと同室。りらと同学年。
髪はすこしボサボサのショートカットの高身長。ポーカーフェイスで思慮深い。バストは極めて控えめで、本人も気にしているが、諦めてもいる。外観は少年にしか見えない（中学校のとき、男子の同性愛者に告白された）。バスケットボール部所属。女生徒のファンも多い。
りらに優しくりらの日常の面倒を一切合財見る。それが、彼女の幸せでもあるという、需要と供給がピッタリ合っている関係。りらをいじめる者は容赦なくぶん殴る（だから、央司はぶんなぐられた）。りらに対してレスビアン的な感情があるわけではなく、保護欲求のようなものである。
片手を突き出してあわてて相手を制止するポーズがお決まりのポーズ。
梁瀬蔦（やなせ つた）
寮生、りらの隣室。りらと同学年。
二重まぶたが強く、まなこ半眼のような表情。髪はストレートのセミショート。楓と別な意味でポーカーフェイス。
クールで理性的。冷血な印象の外観だが、友人とは楽しく会話し、親切な助言もする。しかし、「毒殺したいリスト」を手帳に書きとめたり、毒草の研究に余念が無かったりかなり危険な一面を持ち、中学時代は「ポイズンアイビー（毒蔦）」と呼ばれていた。情報収集能力にも秀で、他人の秘密を知るのが大好き。それを武器に相手をひるませ、退散させてしまう威力を持つレベルの秘密を知る。佐倉央司は何度もこれで撃退されている。
中崎くるみ（なかざき くるみ）
寮生、蔦と同室。りらと同学年。
眼がりらとそっくりな表現であることから、やや同系統の人種であることが類推できる。髪はウェーブしたセミショート。
4人の中では一番標準的女子高生。明るい性格。他人ごとに口を出したり、手を出したり、動向を気にしたりするのが好き。そのため、りらの暴走を楽しんで見ている。兄（圭一、既婚）と弟（圭太）が実家にいる。

### 私立ライラック女子学園高等学校の生徒
石蕗奈津子（つわぶき なつこ）
りらが1年生の時の副寮長。家庭科部部長。
髪はストレートのセミロングで、両側をヘアピンで留めており、黒縁の眼鏡をかけている。どちらかというと古風な女性教師タイプ。
穏やかで心優しい性格の持ち主であったが、りら（石蕗は「高岡」と呼び捨てにする）が入部して、迷惑をかけてばかりいるようになってからは、ヒステリーを起こすことが頻繁になり、ノイローゼ寸前に追い込まれるが、芯が強いのかそんな生活にも慣れてたくましくなっていく。
花海棠の是枝に気に入られ、いつも「もんぺ」だの「提灯ブルマ」だの時代錯誤の衣服をプレゼントされ、ストーカーのように付きまとわれている。石蕗と同室の佐倉やりらは、彼女の個人情報を是枝に流しては自分の利益を得ている。
りらと是枝が彼女の学園生活の平和を脅かす2大元凶。葉山が入学してから、多少心の平和を取り戻す。
佐倉美姫（さくら みき）
りらが1年生の時の寮長。バスケットボール部部長。佐倉央司の双子の姉（性格は似ていない）。
ややきつめの目つきでボーイッシュ（文化祭で女装したら本物のニューハーフに見えた）。バストもささやかで、「同類」でバスケット部後輩の楓に親近感を持っている。髪はストレートのセミロングを後で束ねている。
性格も男勝り。登場場面は少ないが、寮長であり、楓のクラブの部長であり、石蕗の同室で、央司の姉であるなどの立場から要所要所で登場する。石蕗のことを「金ツル」と呼んでいたが、一応彼女との友情はあるのだが、大金のためなら彼女を縛り上げて写真を撮るくらいのことはやってしまう。根は善人で、りらの暴走の寮内での被害が最小限になるよう、体を張って止めている。
葉山菜生（はやま なお）
寮生、307号室。りら達の1学年下。
石蕗とそっくりの外観。違うのは髪がセミショートである点と、ヘアピンのデザインくらい。二人並ぶと「生き別れの薄幸な姉妹」（りら談）に見える。
楓や蔦と同じ中学出身。楓のファン（本編では「シンパ」と表現されている）。そのため、楓に可愛がられているりらに嫉妬していた。性格はしっかりしており、りらにやられてもきっちり復讐はし、りらすら謝らせた。りらに無理やり家庭科部に入部させられるが、漫画研究会にも在籍し、日々漫画を創作している。他人を主人公とした恋愛漫画を瞬時で書き上げる能力をもち、これを利用されたり、恐れられたりしている。

### 私立花海棠（はなかいどう）高等学校の生徒
佐倉央司（さくら おうじ）
寮生（「かもめ寮」）。りら達より1学年上。佐倉美姫の双子の弟（性格は似ていない。姉が男性的であるのに対して、楓へのあこがれ方など乙女的）。
人呼んで「花海棠の王子」（名前が央司だから）。声がりらの兄とそっくりらしい（応募者全員サービスのドラマCDでは「りら兄」と同じ声優）。
りらの入学式の日、りらと出会い頭にぶつかったのを皮切りに数回出会い頭にぶつかる。二人は喧嘩ばかりしており、喧嘩しているところを楓に殴られる。その後楓に惚れてしまい、かなりそっけなくされても執拗に食い下がるが、りらはこれが気に入らないので喧嘩の火種がまた増える。楓そっちのけでりらと央司の争いは続く。しかし、ついにはっきり本人に振られてしまう。りらとは喧嘩ばかりの日々だが、縁日の浴衣姿を見て「案外かわ…」とまで言いかける。
りらのクッキー（殺人的にまずい）の最大の被害者。何度も寝込んだことがあった。
曽我部莉苑（そがべ りおん）
央司の友人。同学年同級生。寮も同室。
金髪のクオーター。人呼んで「花海棠の貴公子」。親しい者は「オンちゃん」と呼ぶ。人当たりが良く、穏やか性質なので、誰とも好意的な関係にある。しかし、あまりに冷静で、央司のように暴走できない自分にさびしい思いをしている。
是枝直志（これえだ なおし）
央司の友人。同学年同級生。家庭科部部長。
ライ女の石蕗に一目惚れ。それ以来、同じ家庭科部であることを利用して、交流会で手作りの衣装を彼女にプレゼントしているが、「もんぺ」とかどれも時代錯誤のものばかり。ストーカー気質があり、りらや彼女と同室の美姫を使って彼女の写真や個人情報を入手している。外見は穏やかで人当たりは良く、りらも一時は恋をした。はなはだしい味覚音痴であるが、家庭科部の部長が務まっている。
小野柊（おの ひいらぎ）
寮生。小野楓のひとつ下の弟。シスコン。
小さい頃から楓に甘やかされて育ってきたため、今でも楓に甘える。そのため、楓に可愛がられているりらに嫉妬している。この点で葉山に似ている。ライ女の入寮の時は葉山に化けて寮に侵入を果たし、楓の部屋を見ることができた。文化祭では女装（メイド喫茶）しており、女装が嫌いではないらしい。

### その他
りらの兄
りらを甘やかして育てた元凶。りらに「おっきくなったら おにいちゃんと けっこんするよ」という台詞まで言わせた。りらは兄の結婚がショックで高校の寮に入る。それでも甘やかしは治らず、文化祭に来て、りらが作った売り物にならない失敗クッキーを全部買い取ってりらの顔を立てた。翌日胃をこわして会社を休んだらしい。兄もシスコンであると言える。